# Nu Pagadi
Nu Pagadi, född 15 maj 2005 i Westerau i Tyskland, är en tysk varmblodig travhäst som tävlade mellan 2008 och 2012. Han tränades under större delen av karriären i Sverige av Stig H. Johansson och kördes då av Erik Adielsson. Han har ett väldigt karakteristiskt utseende, då han är fuxfärgad och har en röd man.

## Karriär
Nu Pagadi tävlade mellan 2008 och 2012 och sprang in 6,6 miljoner kronor efter att ha tagit 20 segrar på 40 starter. Han tog karriärens största segrar i Deutsches Traber-Derby (2008), Grosser Preis von Deutschland (2009), Solvalla Grand Prix (2009), Jubileumspokalen (2010) och Copenhagen Cup (2010).
Nu Pagadi sattes inledningsvis i träning hos Willi Rode i Tyskland och gjorde tävlingsdebut som treåring den 20 april 2008. Han kördes då av Thomas Panschow, som kom att köra honom i de flesta starter under debutsäsongen. Under debutsäsongen tog han 6 segrar på 10 starter, bland annat i Deutsches Traber-Derby på Trabrennbahn Mariendorf i Berlin.
Efter treåringssäsongen flyttades han till Stig H. Johanssons träning i Sverige och segrade under sin fyraåringssäsong i bland annat Grosser Preis von Deutschland och Solvalla Grand Prix. Som femåring segrade han i grupploppen Jubileumspokalen och Copenhagen Cup. Han blev även inbjuden till 2010 års upplaga av Elitloppet på Solvalla, där han slutade på fjärde plats bakom bland andra segrande Iceland.
Som sexåring 2011 startade Nu Pagadi endast fyra gånger och sprang endast in 70 000 kronor. Året därpå gjorde han sin sista start i  Kentucky Fibbers lopp, men flyttades efter loppet hem till Tyskland. Han är sedan 2012 verksam som avelshingst.